# Melanagromyza albisquama
Melanagromyza albisquama este o specie de muște din genul Melanagromyza, familia Agromyzidae. A fost descrisă pentru prima dată de Malloch în anul 1927. Conform Catalogue of Life specia Melanagromyza albisquama nu are subspecii cunoscute.